# Йоахим фон Бухвалд
Йоахим фон Бухвалд (на немски: Joachim von Buchwaldt; * 27 декември 1553; † 2 август 1635 в Пронсторф, Холщайн) е благородник от род фон Бухвалдт от Холщайн.
Той е син на Детлев фон Бухвалд († ок. 1596) и съпругата му Анна фон Ревентлов († 1632).
С внук му Йоахим Кристоф фон Бухвалд (1646 – 1685) линията на фамилията му измира.

## Фамилия
Йоахим фон Бухвалд се жени на 17 септември 1587 г. за Аделхайд фон Алефелдт (* ок. 1566; † 30 септември 1629), дъщеря на Вулф фон Алефелдт († 1572) и Оелгард фон Бухвалдт (1547 – 1618), дъщеря на Яспер фон Бухвалд († 1587) и Анна фон Рантцау († 1595). Те имат два сина:
- Каспар фон Бухвалд (* 9 април 1591, Пронсторф; † 30 април 1669, Зегеберг), женен на 9 ноември 1630 г. в Зегеберг за Магдалена фон Румор (* 5 август 1611; † 18 септември 1688); имат дъщеря
- Фридрих фон Бухвалд (* 7 февруари 1605; † 30 октомври 1676), , женен 1642 г. за Гертруд фон Рантцау (* 6 септември 1612; † 29 април 1667), дъщеря на Кристофер фон Рантцау (1578 – 1655) и Емеренция фон Бухвалд (1588 – 1655), дъщеря на Йохан фон Бухвалд († 1621) и Катарина фон Алефелдт († ок. 1626); имат син
  - Йоахим Кристоф фон Бухвалд (1646 – 1685), фамилията измира с него